# Lophalia quadrivittata
Lophalia quadrivittata là một loài bọ cánh cứng trong họ Cerambycidae.